# Синкраю (Ковасна)
Синкраю (рум. Sâncraiu) — село у повіті Ковасна в Румунії. Входить до складу комуни Ілієнь.
Село розташоване на відстані 156 км на північ від Бухареста, 4 км на південний захід від Сфинту-Георге, 22 км на північний схід від Брашова.

## Населення
За даними перепису населення 2002 року у селі проживали 280 осіб.
Національний склад населення села:
| Національність | Кількість осіб | Відсоток |
| -------------- | -------------- | -------- |
| угорці         | 264            | 94,3%    |
| румуни         | 14             | 5,0%     |

Рідною мовою назвали:
| Мова      | Кількість осіб | Відсоток |
| --------- | -------------- | -------- |
| угорська  | 267            | 95,4%    |
| румунська | 12             | 4,3%     |